# 御子柴百香
御子柴 百香（みこしば ももか、2001年11月21日 - ）は、日本の女子バスケットボール選手である。ポジションはシューティングガード。Wリーグの姫路イーグレッツ所属。

## 来歴
長野県出身。東海大学付属諏訪高等学校、日本体育大学卒業。
姫路イーグレッツにトライアウトを受けて入団。